# Rosłan vel Rosłaniec Kryski
Rosłan vel Rosłaniec Kryski herbu Prawdzic (zm. w 1560 roku) – cześnik zakroczymski w 1538/1539 roku.
Poseł na sejm krakowski 1538/1539 roku z województwa płockiego.